# Gland (Zwitserland)
Gland is een gemeente en plaats in het Zwitserse kanton Vaud, en maakt deel uit van het district Nyon.
Gland telt 10.524 inwoners.

## Geboren
- Éric Rochat (1948-), arts en politicus